# Khemisti (Tissemsilt)
Khemisti (în arabă خميستى) este o comună din provincia Tissemsilt, Algeria.
Populația comunei este de 22.900 locuitori (2008).